# Alejandro Albarracín
Alejandro Albarracín Mateos (ur. 29 grudnia 1982 w Jerez de la Frontera w prowincji Kadyks) – hiszpański aktor filmowy, telewizyjny i teatralny, także model. Grał w przedstawieniach, m.in.: Anioły w Ameryce czy Świętoszek.

## Wybrana filmografia
- 2002: Periodistas jako Álvaro (w młodości)
- 2006: Al filo de la ley jako Pastillero
- 2006: Mesa para cinco jako Jaime
- 2006: Paco i jego ludzie jako Perico
- 2007: Hospital Central jako Borja
- 2007: Amar en tiempos revueltos jako Yuste
- 2007-2008: Rocío, casi madre jako Daniel Rivas
- 2010: La piel azul jako Luis
- 2010: Hay alguien ahí jako Eloy
- 2010–2011: Gavilanes jako Frank Reyes
- 2011: 11-M, para que nadie lo olvide jako jedna z ofiar
- 2011-2014: Tierra de lobos jako Álvaro
- 2013-2014: Prawdziwa historia rodu Borgiów jako Alfonso Di Calabria
- 2017: La princesa Paca jako Antonio Machado